# Arsi (provincie)

Locatie van Arsi in Ethiopië.

Arsi is een voormalige provincie van Ethiopië. De hoofdstad was Asella. De provincie ging in 1995 op in de zone Arsi van de regio Oromiya.
De zone en de provincie zijn beide genoemd naar een ondergroep van het volk de Oromo, die de voormalige provincies Bale en Arsi bewonen.